# Опытный завод «Интеграл»
АО «Опытный завод «Интеграл» —  российское предприятие радиоэлектронного комплекса, входящее в АО «Концерн «Вега» Госкорпорации «Ростех».
Из-за вторжения России на Украину предприятие находится под санкциями стран Евросоюза, США, Великобритании, Японии и некоторых других стран.

## История предприятия
История ведущего предприятия подотросли Оборонно-промышленного комплекса (ОПК) в области  производства, модернизации и ремонта радиоэлектронных средств специального назначения (РЭС СН),  каковым является сегодня Акционерное общество «Опытный завод «Интеграл», начинается с  Русского общества беспроволочных телеграфов и телефонов системы С.М. Айзенштейна, которое было основано 16 октября 1908 года, а его главным ядром являлся завод радиотехнического профиля, построенный в 1909 году на Аптекарском острове (Лопухинская улица., с 1934г. ул. Академика Павлова, д.14а.)
Площадка, где размещается АО «Опытный завод «Интеграл», вырос из плеяды радиотехнических предприятий, находившихся в разное время по данному адресу.
Предприятия прошли сложный путь преобразований и переименований, некоторые из них:
РОБТиТ (1910 год), ЦРЛ (1923 год), НИИ-33 (1937 год), Опытный завод № 327 с СКБ (1939 год), ГС НИИ-619 с опытным заводом (1955 год), Опытный завод п/я 269 ГС НИИ п/я149 (1960 год), Опытный завод НИИ «Интеграл» (1967 год), Опытный завод п/я А-3677, ЛНПО «Вектор» (1972 год).
До 1992 года завод входил в состав Ленинградского ордена Отечественной войны 1 степени НПО «Вектор», которое в 1985 году за заслуги предприятий во время войны и блокады Ленинграда было удостоено этой высокой награды.
1998 год – ФГУП «Опытный завод «Интеграл», восстановленное на базе опытного производства ФГУП «НИИ «Вектор», а с 2007 года ОАО «Опытный завод «Интеграл».
Первое упоминание названия «Опытный завод» относится к 1939 году, когда НИИ-33 был преобразован в Опытный завод № 327 с СКБ, основной задачей которого стал выпуск серийных радиотехнических изделий для перевооружения армии и флота. В тяжелое время войны и блокады завод выпускал армейские радиостанции и пеленгаторы, восстанавливал и строил радиовещательные станции в городе.
Путь развития предприятия был сопряжен с многочисленными изменениями в структуре отрасли, с преодолением общей финансово-экономической нестабильности 90-х годов, с серьезными перебоями в объёмах работ, поставках комплектующих изделий деловыми партнёрами. Эти, хорошо известные производителям, трудности смог преодолеть коллектив предприятия, во главе которого стояли опытные специалисты - стратеги и практики, опирающиеся на команду профессионалов, верных своему делу.
С 20 марта 2009 года, указом Президента РФ № 297, ОАО "Опытный завод "Интеграл" вошло в состав ОАО “Концерн «Вега”.
В июле 2015 года ОАО «Опытный завод «Интеграл» преобразовано в АО «Опытный завод «Интеграл».

## Основные направления деятельности
АО «Опытный завод «Интеграл» представляет собой современное радио-приборостроительное предприятие, оснащенное оборудованием, технологическими процессами и парком радиоизмерительных приборов, способное к постоянному наращиванию производственной мощности, непрерывному повышению качества, надёжности и улучшению потребительских свойств выпускаемой продукции.
Основные направление деятельности:
Разработка и производство вооружения и военной техники;
Ремонт вооружения и военной техники;
Модернизация вооружения и военной техники;
Производство пассивных электронных компонентов.
На предприятии разработана и реализуется программа развития и совершенствования системы менеджмента качества на соответствие требованиям  ГОСТ Р ИСО 9001-2015,  действует сквозной план создания, освоения и серийного выпуска изделий военного назначения и гражданской продукции в соответствии  с сертифицированной    системой менеджмента качества.